# Philippe Gille
Émile François Philippe Gille (født 10. december 1831, død 19. marts 1901) var en fransk dramatisk forfatter.
Gille var først billedhugger og udstillede på salonen, men slog så ind på forfatterbanen og blev medarbejder ved forskellige blade, Le Figaro, Echo de Paris og andre. Gille har skrevet tekst til en række operetter, operaer og balletter, ofte af en ren og smuk poetisk form; fremhæves kan: La prêtresse (1854) med musik af Bizet, Le bæuf Apis (1865) og La cour du roi Pétaud (1869) med musik af Delibes, Les charbonniers (1877) med musik af Costé, Le docteur Ox (1877), forfattet sammen med Mortier, musik af Offenbach, Jean de Nivelle (1880) og Lakmé (1883), begge forfattede sammen med Gondinet og komponerede af Delibes, Manon Lescaut (1888) sammen med Meilhac, musik af Massenet osv. Desuden har Gille med andre eller alene skrevet enkelte skuespil, således alene Camille (1890), der er spillet på Théâtre français, samt udgivet en samling fine og følte lejlighedsdigte, L'herbier (1887, 2. udgave 1890). La bataille littéraire (7 bind, 1889—94) indeholder artikler fra Le Figaro. Desuden udgav han Causeries sur l'art et les artistes (1894), Causeries du mercredi (1897) og pragtværket Versailles et les deux Trianons (2 bind, 1899—1901, ny udgave 1908).